# Un mundo de colores
Un mundo de colores es el sexto álbum de la cantante española Merche. Fue lanzado el 20 de noviembre del 2012. 

## Historia
Diez años han pasado ya desde que aquella chica con un sueño bajo el brazo se dio a conocer poco a poco, canción a canción. Todas compuestas por ella, como también en esta ocasión. Merche: una de esas escasas figuras que con cada disco sigue yendo a más. Y en éste, no lo duden, a mucho más. Merche alcanza en "Un mundo de colores" su plenitud artística, como cantante y autora, como personaje cercano donde los haya, de emociones transparentes e inmediatas canciones.
"Un mundo de colores". Un crisol de variopintos estilos arropando su inconfundible personalidad. Como en el anterior, ha viajado a EE. UU. para grabarlo junto al cotizado productor Sebastian Krys, pero si aquel "Acordes de mi diario" miraba a su interior, ahora se abre al mundo, destila optimismo y energía positiva incluso en su manera de enfrentarse al desamor o las contrariedades que, inevitablemente, relata también en alguna letra. "Nunca me había identificado tanto con lo que canto", dice ella. "Un mundo de colores es el disco que siempre había soñado hacer".
Diez años y, con éste, seis discos ya. Un arco iris sonoro en clave de pop. Diez canciones entre las que el sencillo de adelanto, "Luna", muestra como ninguna su amplitud de influencias: un homenaje a las mujeres que luchan por sacar adelante a su familia donde conjuga lo vanguardista con lo clásico. Con ese "Estoy fatal!" a modo de loop, combina sabor antillano y regusto andaluz, metales jazzísticos y programaciones electrónicas. Todo en un disco en el que se atreve con casi todo sin dejar de ser nunca Merche.
Para ello ha sido fundamental su encuentro profesional con el americano Sebastian Krys (que ha producido a Ricky Martin, Enrique Iglesias, Gloria Estefan, Shakira y muchísimos más). Él le ha brindado lo que ella buscaba: un sonido de banda, orgánico y atemporal. Que mira tanto al futuro y al presente como al pasado. Algo que la propia Merche lleva ya en el adn de su dulce voz. Ahora que tanto arrasan las cantantes que modulan como en los años 60, tendríamos que recordar que ella siempre lo hizo. Merche canta desde el primer día evocando viejos tiempos en un contexto actual.
Merche Trujillo se apellida. De Cádiz, para más señas. Emprendió el vuelo en unos años difíciles para quien no estuviera vinculado a ningún programa televisivo y mucho antes de que la gente le pusiera cara, ya reconocían sus canciones. Merche es conocida por su música y no al revés. Mientras hay quien da que hablar, ella invita a cantar: ¿quién no ha tatareado alguna vez piezas como "Si te marchas", "Eras tú", "Cal y arena" o "Abre tu mente"? De esta última incluso hizo una versión uno de sus más avenidos fanes desde siempre, el simpar Mario Vaquerizo, al frente de sus Nancys Rubias.
¿Y quién no ha escuchado ya la nueva "Vendré por ti"? Segundo single que habla de las veces que nos vemos obligados a anteponer el trabajo a estar con quienes queremos: "Por eso cuídate / y no te olvides nunca que / si tienes un día gris / me lo dices y vendré por ti". Cien por cien autobiográfica. Tras la nominación a los Grammy Latino, la demanda en América no ha dejado de crecer. Este último medio año lo pasó casi entero allí, de país en país. Aunque aquí ha seguido muy presente: ya sea en las constantes reposiciones del concurso "Tú si que vales" (en el que ella encarna el lado más humana del jurado) o en ese explosivo dúo que recientemente ha grabado junto al puertorriqueño Luis Fonsi.
"Un mundo de colores" desprende la misma naturalidad que la propia Merche en cada canción. La que le da título funde el viejo sonido de Nueva Orleans con mariachis para narrar una divertida historia de amor, verídica, entre un bohemio y una niña bien. "Déjalo" abre el disco en up tempo sobre un poderoso ritmo de batería glam rock, y la intimista "Sin más" lo cierra con explícita y encendida dedicatoria a su madre. Entre una y otra, todo un colorido abanico de entrelazados géneros. De la melodramática balada "Prefiero verte de noche" a la festivalera de "Todo está claro". Del acústico y sutil medio tiempo de "Con ella" al poppie pegadizo de "Que te pasó", pasando por la intensidad "made in Merche" de "Soledad". Su disco más versátil. Un recorrido en que cada canción es un punto y aparte, como una nueva estación de un viaje en tren: rumbo a "Un mundo de colores".

## Lista de canciones
- 1. Déjalo - 3:33
- 2. Vendré por ti - 3:40
- 3. Luna - 3:33
- 4. Prefiero verte de noche - 4:20
- 5. Para gustos colores - 2:50
- 6. Soledad - 3:40
- 7. Todo está claro - 3:51
- 8. Con ella - 3:02
- 9. Que te pasó - 3:42
- 10. Sin más - 4:20
- 11. Quedémonos aquí (iTunes bonus track) - 3:52

## Videoclips
- El primer videoclip y single promocional es "Luna", una canción que cuenta la historia de las dificultades sufridas de una mujer dedicada a la profesión más antigua del mundo.
- El segundo videoclip del álbum es "Vendré Por Ti", donde recita lo duro que es a veces estar lejos de los tuyos cuando pasan penurias y tu estas lejos, por vivir tu sueño.
- El tercer videoclip forma parte del sencillo "Sin Más", donde Merche muestra su lado más cercano junto a sus fanes, haciendo con ellos este videoclip, en honor a las madres.

## Posicionamiento en listas
| Listas (2020)       | Mejor posición |
| ------------------- | -------------- |
| España (PROMUSICAE) | 11             |

## Fechas de la Gira
| Fecha                    | Ciudad                 | País | Recinto                           |
| ------------------------ | ---------------------- | ---- | --------------------------------- |
| 30 de noviembre de 2012  | Cádiz                  |      | Gran Teatro Falla                 |
| 19 de diciembre de 2012  | Sevilla                |      | Sala Vannity                      |
| 29 de diciembre de 2012  | Cartagena              |      | Auditorio El Batel                |
| 11 de enero de 2013      | Jaén                   |      | Teatro Infanta Leonor             |
| 12 de enero de 2013      | Puertollano            |      | Auditorio Pedro Almodóvar         |
| 18 de enero de 2013      | Barcelona              |      | Cúpula Las Arenas                 |
| 25 de enero de 2013      | Jerez de la Frontera   |      | Sala Bereber                      |
| 1 de febrero de 2013     | Pozoblanco             |      | Teatro El Silo                    |
| 23 de febrero de 2013    | Barakaldo              |      | Sala Rock Star                    |
| 1 de marzo de 2013       | Murcia                 |      | Sala Narciso Yepes                |
| 11 de abril de 2013      | Cullera                |      | Plaza de la Constitución          |
| 18 de abril de 2013      | Madrid                 |      | Joy Eslava                        |
| 20 de abril de 2013      | Huelva                 |      | Palacio de Congresos Casa Colón   |
| 26 de abril de 2013      | Palma de Mallorca      |      | Trui Teatre                       |
| 27 de abril de 2013      | Ibi (Alicante)         |      | Teatro Río                        |
| 4 de mayo de 2013        | Villadecans            |      | Atrium Villadecans                |
| 6 de mayo de 2013        | Valdemoro              |      | Plaza de la Constitución          |
| 24 de mayo de 2013       | Sevilla                |      | Sala Estadio de la Cartuja        |
| 1 de junio de 2013       | Barcelona              |      | Casino Barcelona                  |
| 8 de junio de 2013       | Barcelona              |      | Casino Barcelona                  |
| 14 de junio de 2013      | Torrejón de Ardoz      |      | Recinto Ferial                    |
| 15 de junio de 2013      | Barcelona              |      | Casino Barcelona                  |
| 22 de junio de 2013      | Barcelona              |      | Casino Barcelona                  |
| 29 de junio de 2013      | Barcelona              |      | Casino Barcelona                  |
| 31 de julio de 2013      | Aguilar de la Frontera |      | Caseta Municipal                  |
| 12 de agosto de 2013     | Pinto                  |      | Recinto Ferial                    |
| 18 de agosto de 2013     | Málaga                 |      | Recinto Ferial                    |
| 24 de agosto de 2013     | Aracena                |      | Explanada del Recinto Ferial      |
| 2 de noviembre de 2013   | Alcalá de Guadaíra     |      | Teatro Riberas                    |
| 7 de febrero de 2014     | Oviedo                 |      | Sala Espacio Estilo               |
| 1 de marzo de 2014       | Barcelona              |      | Casino Barcelona                  |
| 8 de marzo de 2014       | Barcelona              |      | Casino Barcelona                  |
| 15 de marzo de 2014      | Barcelona              |      | Casino Barcelona                  |
| 21 de abril de 2014      | Arganda del Rey        |      | Café Teatro Casablanca            |
| 22 de marzo de 2014      | Barcelona              |      | Casino Barcelona                  |
| 29 de marzo de 2014      | Barcelona              |      | Casino Barcelona                  |
| 4 de abril de 2014       | La Orotava             |      | Auditorio Teobaldo Power          |
| 5 de abril de 2014       | Teror                  |      | Auditorio de Teror                |
| 3 de mayo de 2014        | Arroyo de San Serván   |      | Polideportivo                     |
| 30 de mayo de 2014       | Cartagena              |      | Auditorio El Batel                |
| 9 de agosto de 2014      | Fuentes de León        |      | Plaza de toros                    |
| 4 de septiembre de 2014  | Zalamea la Real        |      | Caseta Municipal                  |
| 6 de septiembre de 2014  | Alcorcón               |      | Plaza                             |
| 12 de septiembre de 2014 | Lucena                 |      | Recinto Ferial                    |
| 13 de septiembre de 2014 | Marbella               |      | Playa de San Pedro                |
| 19 de septiembre de 2014 | Fuensalida             |      | Aparcamiento de la zona deportiva |
| 20 de septiembre de 2014 | Parla                  |      | Recinto Ferial                    |
| 26 de septiembre de 2014 | San Miguel de Meruelo  |      | Recinto de Fiestas                |
| 10 de octubre de 2014    | Adeje                  |      | Plaza de España                   |